# Vladimír Mikan
Vladimír Mikan (* 17. srpna 1948) je medicínský biochemik z Jičínska, bývalý český a československý politik, po sametové revoluci poslanec České národní rady a Sněmovny národů Federálního shromáždění za Občanské fórum, později za Občanské hnutí.

## Biografie
Během sametové revoluce byl aktivní v Občanském fóru na Jičínsku. Po sametové revoluci se v rámci procesu kooptací do ČNR stal poslancem České národní rady. Ve volbách roku 1990 pak zasedl do české části Sněmovny národů Federálního shromáždění (volební obvod Východočeský kraj) za OF. Po rozkladu OF v roce 1991 přešel do poslaneckého klubu Občanského hnutí. Ve Federálním shromáždění setrval do voleb roku 1992.
V letech 1991-1992 zasedal za ČSFR v parlamentním shromáždění Rady Evropy.
V komunálních volbách roku 2002 byl ing. Vladimír Mikan (54 let, profesí biochemik) zvolen do zastupitelstva obce Brada-Rybníček na Jičínsku coby bezpartijní kandidát. Mandát obhájil v komunálních volbách roku 2006, nyní uváděn jako primář nemocnice Jičín, opět coby bezpartijní. V Oblastní nemocnici Jičín působí jako primář oddělení klinické biochemie.